# Рачінський Денис Русланович
Дени́с Русла́нович Рачі́нський (17 серпня 1998, Київ — 20 березня 2022, Київ) — український громадський активіст, урбаніст, український націоналіст та доброволець ДФТГ м. Києва «Мрія» у російсько-українській війні. Прізвисько «Сталкер».

## Життєпис
Денис народився 17 серпня 1998 р. в місті Києві. У рідному місті упродовж 2004—2010 років навчався спочатку у спеціалізованій школі 183, а в період з 2010—2015 років продовжив навчання в Українському колежі ім. В. О. Сухомлинського. У 2019 році закінчив історико-філософський факультет Українського державного університету ім. М. П. Драгоманова. У шкільні роки досяг значного спортивного успіху, займаючись карате в клубі «TENNO DOJO».
Починаючи з 2012 року, Денис почав брати активну участь у житті фанатського руху київського футбольного клубу «Динамо». Водночас він виборював лідируючі місця для Києва на змаганнях від столичного клубу Кіокушин карате «TENNO DOJO».
З початку Революції Гідності, Денис, будучи ще юнаком добровільно відправився на барикади виборювати краще майбутнє для своєї держави України.
З 2015 року Рачінський був у складі тих декількох десятків людей у Києві, які створили перший масштабний добровольчо-волонтерський проєкт «Цивільний корпус “Азов”. Згодом, саме завдяки його ініціативі у 2016—2017 роках почалася автономна боротьба з незаконним гральним бізнесом на лівому березі Києва.
Він був одним із небагатьох у Дніпровському районі Києва, хто почав боротися з агітацією проросійських сил, котрі зараз внесені в реєстр заборонених в Україні.
Рачінський відзначився й у низці зривів комуністичних зібрань у Києві у післяреволюційний період. Окрім цього, молодий юнак займався знищенням наркотичної реклами та суботниками із благоустрою у рідному районі.
Не обмежуючись суто внутрішніми проблемами рідного Києва, Денис Рачінський у вільний час займався вивченням Чорнобильської зони відчуження. Закінчуючи бакалаврат історичного факультету, він захистив дипломну роботу на тему ЧАЕС «Системна криза в атомно-енергетичній галузі СРСР». Досконало розуміючи всі аспекти Чорнобиля, Денис добровільно знявся в повнометражному сюжеті одного з телеканалів (Документальна програма-пригода до 35-х роковин трагедії на ЧАЕС), де з усім фактажем порушував питання браконьєрства та масової вирубки лісів у зоні. Також він допомагав іншим медіапроектам у створенні статей щодо корупції в зоні відчуження.
Навчаючись у столичному університеті, Денис паралельно поглиблено вивчав історію України та їздив на розкопки доби Трипільської культури. Ретельно вивчав рідне місто та фіксував на плівку архітектурні споруди, підземні шляхи, покинуті заводи доби Радянського союзу та будівлі. Через це він надихав оточуючих його людей на урбанізм, любов до Києва.
Уже 24 лютого, коли російські окупанти почали наступ на Київ, Рачінський Денис пішов у Дніпровський військкомат, взяв зброю та вирішив захищати своє рідне місто, свою країну. З перших днів бойових дій у Київській області, Денис у складі в/ч А7374 — Територіальна оборона Печерського району м. Києва, а згодом у лавах ДФТГ м. Києва «Мрія», разом із військовими ЗСУ почали виконувати бойові розпорядження. Смерть спіткала Рачінського Дениса під час бойових дій при обороні Києва.
Денис загинув під час виконання бойового завдання у березні 2022 року внаслідок ракетного удару по ТРЦ «Retroville», котрий було повністю зруйновано. Похований на Алеї Героїв Лісового кладовища в м. Київ.
Збірка спогадів рідних, друзів дитинства, однокласників і однокурсників, побратимів, учителів спеціалізованого ЗЗСО №183 м. Києва, Українського колежу імені В. О. Сухомлинського м. Києва та викладачів Національного педагогічного університету імені М. П. Драгоманова про коротке, але сповнене яскравих моментів життя юнака, що понад усе любив Україну, за яку й загинув, ставши в лютому 2022 року одним із перших на захист Батьківщини, рідного Києва від навали рашистської орди. 
Завантажити збірку спогадів про Дениса

## Вшанування пам'яті
18 січня 2024 року Київська міська рада ухвалила рішення про перейменування Комбінатної вулиці в Дніпровському районі на вулицю Дениса Рачінського.
Розпорядженням Київського міського голови від 21.04.2023р. №339 Дениса Рачінського відзначено нагрудним знаком "За сприяння обороні Києва".
У Дніпровському районі міста Києва відкрили мурал присвячений двом 23-річним друзям - киянам, які віддали своє життя у війні за незалежність України від російських окупантів, бійцю ДФТГ "Мрія" Денису Рачінському з позивним "Сталкер" та бійцю батальона ССО "Азов" Київ  Даніелю Герліані з позивним "Гімалай".